# Nenávistná láska
Nenávistná láska je poslední dokončená opera českého skladatele Otmara Máchy. Libreto napsal Jiří Bednář na námět básně amerického básníka Robinsona Jefferse Turzovo kotviště a skladatel ji zkomponoval v roce 1999. Dosud nebyla v úplnosti provedena.

## Vznik opery
Libretista se látkou podle vlastních slov zabýval několik desetiletí a měla několik podob, nejprve rozhlasové hry, pak komorní divadelní hry, poté operního libreta. Již po vzniku opery pak Bednář látku upravil na televizní film Samota (Česká televize, 2001) a později na divadelní hru Nenávistná láska, která měla premiéru 10. prosince 2005 v Horáckém divadle v Jihlavě.
Se skladatelem Otmarem Máchou pracoval Bednář již v 70. letech 20. století na muzikálu Kolébka pro hříšné panny. Samotná opera Nenávistná láska byla napsána k soutěži o „Nová opera pro Prahu“, kterou vypsala Státní opera Praha na rok 2000. Máchova opera v ní získala čestné uznání (zvítězila opera Emila Viklického Faidra), uvedena však tehdy nebyla. Teprve v roce 2002 uvedla fragmenty z ní Státní opera v rámci projektu Daniela Dvořáka „Bušení do železné opony“ ve spolupráci s Mezinárodní pěveckou soutěží Antonína Dvořáka v Karlových Varech. V poloinscenované formě a pouze s doprovodem klavíru tak role zpívali laureáti soutěže, a to na dvou představeních, 16. března 2002 v Městském divadle Karlovy Vary a o den později ve Státní opeře Praha. Při této neúplné premiéře zpívali v hudebním nastudování Josefa Chaloupky: (Helena) Žana Afanasjeva, (Roland) Václav Sibera, (Marek) Jan Ondráček, (Dany) Josef Moravec, (Matka) Sylva Čmugrová. Režii měla Regina Szymiková, výtvarnicí byla Barbora Malíšová. Kritiky byly velmi pozitivní.

## Děj opery
Dějištěm opery je osamělý dům poblíž stavby silnice, na periferii nejmenované země. Děj se soustředí na vztah manželů Heleny a Rolanda; jejich láska se proměnila v nenávist a právě tím, že se milují, dokáží si nejúčinněji navzájem. Teprve na pomezí života a smrti, kdy je Roland zasažen doživotní katastrofou a nad všemi se vznáší přízrak sebevraždy, si manželé opět uvědomí vzájemnou lásku. Ač se nekoná klasický happy-end, zdá se další život alespoň možný.